# Fred Else
Fred Else, all'anagrafe Frederick Else (Gosport, 31 marzo 1933 – Barrow-in-Furness, 20 luglio 2015) è stato un calciatore inglese, di ruolo portiere.

## Carriera

### Giocatore

#### Club
Tra il 1953 ed il 1966 ha trascorso tredici stagioni consecutive nella prima divisione inglese, prima con il Preston N.E. (con cui dal 1951 aveva giocato invece nelle giovanili) e poi con il Blackburn, per un totale complessivo di 402 presenze in questo campionato. Nel 1966 è sceso in terza divisione al Barrow, chiudendo il campionato al terzo posto in classifica nella sua prima stagione nel club e trascorrendo poi un triennio giocando in terza divisione, fino al ritiro.
In carriera ha giocato complessivamente 607 partite nei campionati della Football League.

#### Nazionale
Nel 1957 ha giocato una partita con la nazionale B.

### Allenatore
Nella parte finale della stagione 1969-1970 per un periodo è stato anche allenatore del Barrow.